# Матч за звання чемпіона світу із шахів за версією ПША 1995
Матч за звання чемпіона світу з шахів за версією ПША був проведений у Нью-Йорку, на даху Всесвітнього торговельного центру з 11 вересня по 10 жовтня 1995 року. Чинний чемпіон Гаррі Каспаров переміг переможця матчів претендентів Вішванатана Ананда з рахунком 10½ — 7½ на користь Каспарова, і він захистив титул чемпіона світу за версією ПША.
|   | a | b | c | d | e | f | g | h |   |
| 8 | e8 чорна тура · a7 чорний пішак · f7 чорний пішак · g7 чорний король · b6 чорний ферзь · e6 чорна тура · f6 чорний кінь · g6 чорний пішак · h5 чорний пішак · c4 білий слон · h4 білий пішак · c3 білий пішак · f3 білий пішак · a2 білий пішак · d2 білий ферзь · g2 білий пішак · a1 біла тура · f1 білий король · h1 біла тура | e8 чорна тура · a7 чорний пішак · f7 чорний пішак · g7 чорний король · b6 чорний ферзь · e6 чорна тура · f6 чорний кінь · g6 чорний пішак · h5 чорний пішак · c4 білий слон · h4 білий пішак · c3 білий пішак · f3 білий пішак · a2 білий пішак · d2 білий ферзь · g2 білий пішак · a1 біла тура · f1 білий король · h1 біла тура | e8 чорна тура · a7 чорний пішак · f7 чорний пішак · g7 чорний король · b6 чорний ферзь · e6 чорна тура · f6 чорний кінь · g6 чорний пішак · h5 чорний пішак · c4 білий слон · h4 білий пішак · c3 білий пішак · f3 білий пішак · a2 білий пішак · d2 білий ферзь · g2 білий пішак · a1 біла тура · f1 білий король · h1 біла тура | e8 чорна тура · a7 чорний пішак · f7 чорний пішак · g7 чорний король · b6 чорний ферзь · e6 чорна тура · f6 чорний кінь · g6 чорний пішак · h5 чорний пішак · c4 білий слон · h4 білий пішак · c3 білий пішак · f3 білий пішак · a2 білий пішак · d2 білий ферзь · g2 білий пішак · a1 біла тура · f1 білий король · h1 біла тура | e8 чорна тура · a7 чорний пішак · f7 чорний пішак · g7 чорний король · b6 чорний ферзь · e6 чорна тура · f6 чорний кінь · g6 чорний пішак · h5 чорний пішак · c4 білий слон · h4 білий пішак · c3 білий пішак · f3 білий пішак · a2 білий пішак · d2 білий ферзь · g2 білий пішак · a1 біла тура · f1 білий король · h1 біла тура | e8 чорна тура · a7 чорний пішак · f7 чорний пішак · g7 чорний король · b6 чорний ферзь · e6 чорна тура · f6 чорний кінь · g6 чорний пішак · h5 чорний пішак · c4 білий слон · h4 білий пішак · c3 білий пішак · f3 білий пішак · a2 білий пішак · d2 білий ферзь · g2 білий пішак · a1 біла тура · f1 білий король · h1 біла тура | e8 чорна тура · a7 чорний пішак · f7 чорний пішак · g7 чорний король · b6 чорний ферзь · e6 чорна тура · f6 чорний кінь · g6 чорний пішак · h5 чорний пішак · c4 білий слон · h4 білий пішак · c3 білий пішак · f3 білий пішак · a2 білий пішак · d2 білий ферзь · g2 білий пішак · a1 біла тура · f1 білий король · h1 біла тура | e8 чорна тура · a7 чорний пішак · f7 чорний пішак · g7 чорний король · b6 чорний ферзь · e6 чорна тура · f6 чорний кінь · g6 чорний пішак · h5 чорний пішак · c4 білий слон · h4 білий пішак · c3 білий пішак · f3 білий пішак · a2 білий пішак · d2 білий ферзь · g2 білий пішак · a1 біла тура · f1 білий король · h1 біла тура | 8 |
| 7 | e8 чорна тура · a7 чорний пішак · f7 чорний пішак · g7 чорний король · b6 чорний ферзь · e6 чорна тура · f6 чорний кінь · g6 чорний пішак · h5 чорний пішак · c4 білий слон · h4 білий пішак · c3 білий пішак · f3 білий пішак · a2 білий пішак · d2 білий ферзь · g2 білий пішак · a1 біла тура · f1 білий король · h1 біла тура | e8 чорна тура · a7 чорний пішак · f7 чорний пішак · g7 чорний король · b6 чорний ферзь · e6 чорна тура · f6 чорний кінь · g6 чорний пішак · h5 чорний пішак · c4 білий слон · h4 білий пішак · c3 білий пішак · f3 білий пішак · a2 білий пішак · d2 білий ферзь · g2 білий пішак · a1 біла тура · f1 білий король · h1 біла тура | e8 чорна тура · a7 чорний пішак · f7 чорний пішак · g7 чорний король · b6 чорний ферзь · e6 чорна тура · f6 чорний кінь · g6 чорний пішак · h5 чорний пішак · c4 білий слон · h4 білий пішак · c3 білий пішак · f3 білий пішак · a2 білий пішак · d2 білий ферзь · g2 білий пішак · a1 біла тура · f1 білий король · h1 біла тура | e8 чорна тура · a7 чорний пішак · f7 чорний пішак · g7 чорний король · b6 чорний ферзь · e6 чорна тура · f6 чорний кінь · g6 чорний пішак · h5 чорний пішак · c4 білий слон · h4 білий пішак · c3 білий пішак · f3 білий пішак · a2 білий пішак · d2 білий ферзь · g2 білий пішак · a1 біла тура · f1 білий король · h1 біла тура | e8 чорна тура · a7 чорний пішак · f7 чорний пішак · g7 чорний король · b6 чорний ферзь · e6 чорна тура · f6 чорний кінь · g6 чорний пішак · h5 чорний пішак · c4 білий слон · h4 білий пішак · c3 білий пішак · f3 білий пішак · a2 білий пішак · d2 білий ферзь · g2 білий пішак · a1 біла тура · f1 білий король · h1 біла тура | e8 чорна тура · a7 чорний пішак · f7 чорний пішак · g7 чорний король · b6 чорний ферзь · e6 чорна тура · f6 чорний кінь · g6 чорний пішак · h5 чорний пішак · c4 білий слон · h4 білий пішак · c3 білий пішак · f3 білий пішак · a2 білий пішак · d2 білий ферзь · g2 білий пішак · a1 біла тура · f1 білий король · h1 біла тура | e8 чорна тура · a7 чорний пішак · f7 чорний пішак · g7 чорний король · b6 чорний ферзь · e6 чорна тура · f6 чорний кінь · g6 чорний пішак · h5 чорний пішак · c4 білий слон · h4 білий пішак · c3 білий пішак · f3 білий пішак · a2 білий пішак · d2 білий ферзь · g2 білий пішак · a1 біла тура · f1 білий король · h1 біла тура | e8 чорна тура · a7 чорний пішак · f7 чорний пішак · g7 чорний король · b6 чорний ферзь · e6 чорна тура · f6 чорний кінь · g6 чорний пішак · h5 чорний пішак · c4 білий слон · h4 білий пішак · c3 білий пішак · f3 білий пішак · a2 білий пішак · d2 білий ферзь · g2 білий пішак · a1 біла тура · f1 білий король · h1 біла тура | 7 |
| 6 | e8 чорна тура · a7 чорний пішак · f7 чорний пішак · g7 чорний король · b6 чорний ферзь · e6 чорна тура · f6 чорний кінь · g6 чорний пішак · h5 чорний пішак · c4 білий слон · h4 білий пішак · c3 білий пішак · f3 білий пішак · a2 білий пішак · d2 білий ферзь · g2 білий пішак · a1 біла тура · f1 білий король · h1 біла тура | e8 чорна тура · a7 чорний пішак · f7 чорний пішак · g7 чорний король · b6 чорний ферзь · e6 чорна тура · f6 чорний кінь · g6 чорний пішак · h5 чорний пішак · c4 білий слон · h4 білий пішак · c3 білий пішак · f3 білий пішак · a2 білий пішак · d2 білий ферзь · g2 білий пішак · a1 біла тура · f1 білий король · h1 біла тура | e8 чорна тура · a7 чорний пішак · f7 чорний пішак · g7 чорний король · b6 чорний ферзь · e6 чорна тура · f6 чорний кінь · g6 чорний пішак · h5 чорний пішак · c4 білий слон · h4 білий пішак · c3 білий пішак · f3 білий пішак · a2 білий пішак · d2 білий ферзь · g2 білий пішак · a1 біла тура · f1 білий король · h1 біла тура | e8 чорна тура · a7 чорний пішак · f7 чорний пішак · g7 чорний король · b6 чорний ферзь · e6 чорна тура · f6 чорний кінь · g6 чорний пішак · h5 чорний пішак · c4 білий слон · h4 білий пішак · c3 білий пішак · f3 білий пішак · a2 білий пішак · d2 білий ферзь · g2 білий пішак · a1 біла тура · f1 білий король · h1 біла тура | e8 чорна тура · a7 чорний пішак · f7 чорний пішак · g7 чорний король · b6 чорний ферзь · e6 чорна тура · f6 чорний кінь · g6 чорний пішак · h5 чорний пішак · c4 білий слон · h4 білий пішак · c3 білий пішак · f3 білий пішак · a2 білий пішак · d2 білий ферзь · g2 білий пішак · a1 біла тура · f1 білий король · h1 біла тура | e8 чорна тура · a7 чорний пішак · f7 чорний пішак · g7 чорний король · b6 чорний ферзь · e6 чорна тура · f6 чорний кінь · g6 чорний пішак · h5 чорний пішак · c4 білий слон · h4 білий пішак · c3 білий пішак · f3 білий пішак · a2 білий пішак · d2 білий ферзь · g2 білий пішак · a1 біла тура · f1 білий король · h1 біла тура | e8 чорна тура · a7 чорний пішак · f7 чорний пішак · g7 чорний король · b6 чорний ферзь · e6 чорна тура · f6 чорний кінь · g6 чорний пішак · h5 чорний пішак · c4 білий слон · h4 білий пішак · c3 білий пішак · f3 білий пішак · a2 білий пішак · d2 білий ферзь · g2 білий пішак · a1 біла тура · f1 білий король · h1 біла тура | e8 чорна тура · a7 чорний пішак · f7 чорний пішак · g7 чорний король · b6 чорний ферзь · e6 чорна тура · f6 чорний кінь · g6 чорний пішак · h5 чорний пішак · c4 білий слон · h4 білий пішак · c3 білий пішак · f3 білий пішак · a2 білий пішак · d2 білий ферзь · g2 білий пішак · a1 біла тура · f1 білий король · h1 біла тура | 6 |
| 5 | e8 чорна тура · a7 чорний пішак · f7 чорний пішак · g7 чорний король · b6 чорний ферзь · e6 чорна тура · f6 чорний кінь · g6 чорний пішак · h5 чорний пішак · c4 білий слон · h4 білий пішак · c3 білий пішак · f3 білий пішак · a2 білий пішак · d2 білий ферзь · g2 білий пішак · a1 біла тура · f1 білий король · h1 біла тура | e8 чорна тура · a7 чорний пішак · f7 чорний пішак · g7 чорний король · b6 чорний ферзь · e6 чорна тура · f6 чорний кінь · g6 чорний пішак · h5 чорний пішак · c4 білий слон · h4 білий пішак · c3 білий пішак · f3 білий пішак · a2 білий пішак · d2 білий ферзь · g2 білий пішак · a1 біла тура · f1 білий король · h1 біла тура | e8 чорна тура · a7 чорний пішак · f7 чорний пішак · g7 чорний король · b6 чорний ферзь · e6 чорна тура · f6 чорний кінь · g6 чорний пішак · h5 чорний пішак · c4 білий слон · h4 білий пішак · c3 білий пішак · f3 білий пішак · a2 білий пішак · d2 білий ферзь · g2 білий пішак · a1 біла тура · f1 білий король · h1 біла тура | e8 чорна тура · a7 чорний пішак · f7 чорний пішак · g7 чорний король · b6 чорний ферзь · e6 чорна тура · f6 чорний кінь · g6 чорний пішак · h5 чорний пішак · c4 білий слон · h4 білий пішак · c3 білий пішак · f3 білий пішак · a2 білий пішак · d2 білий ферзь · g2 білий пішак · a1 біла тура · f1 білий король · h1 біла тура | e8 чорна тура · a7 чорний пішак · f7 чорний пішак · g7 чорний король · b6 чорний ферзь · e6 чорна тура · f6 чорний кінь · g6 чорний пішак · h5 чорний пішак · c4 білий слон · h4 білий пішак · c3 білий пішак · f3 білий пішак · a2 білий пішак · d2 білий ферзь · g2 білий пішак · a1 біла тура · f1 білий король · h1 біла тура | e8 чорна тура · a7 чорний пішак · f7 чорний пішак · g7 чорний король · b6 чорний ферзь · e6 чорна тура · f6 чорний кінь · g6 чорний пішак · h5 чорний пішак · c4 білий слон · h4 білий пішак · c3 білий пішак · f3 білий пішак · a2 білий пішак · d2 білий ферзь · g2 білий пішак · a1 біла тура · f1 білий король · h1 біла тура | e8 чорна тура · a7 чорний пішак · f7 чорний пішак · g7 чорний король · b6 чорний ферзь · e6 чорна тура · f6 чорний кінь · g6 чорний пішак · h5 чорний пішак · c4 білий слон · h4 білий пішак · c3 білий пішак · f3 білий пішак · a2 білий пішак · d2 білий ферзь · g2 білий пішак · a1 біла тура · f1 білий король · h1 біла тура | e8 чорна тура · a7 чорний пішак · f7 чорний пішак · g7 чорний король · b6 чорний ферзь · e6 чорна тура · f6 чорний кінь · g6 чорний пішак · h5 чорний пішак · c4 білий слон · h4 білий пішак · c3 білий пішак · f3 білий пішак · a2 білий пішак · d2 білий ферзь · g2 білий пішак · a1 біла тура · f1 білий король · h1 біла тура | 5 |
| 4 | e8 чорна тура · a7 чорний пішак · f7 чорний пішак · g7 чорний король · b6 чорний ферзь · e6 чорна тура · f6 чорний кінь · g6 чорний пішак · h5 чорний пішак · c4 білий слон · h4 білий пішак · c3 білий пішак · f3 білий пішак · a2 білий пішак · d2 білий ферзь · g2 білий пішак · a1 біла тура · f1 білий король · h1 біла тура | e8 чорна тура · a7 чорний пішак · f7 чорний пішак · g7 чорний король · b6 чорний ферзь · e6 чорна тура · f6 чорний кінь · g6 чорний пішак · h5 чорний пішак · c4 білий слон · h4 білий пішак · c3 білий пішак · f3 білий пішак · a2 білий пішак · d2 білий ферзь · g2 білий пішак · a1 біла тура · f1 білий король · h1 біла тура | e8 чорна тура · a7 чорний пішак · f7 чорний пішак · g7 чорний король · b6 чорний ферзь · e6 чорна тура · f6 чорний кінь · g6 чорний пішак · h5 чорний пішак · c4 білий слон · h4 білий пішак · c3 білий пішак · f3 білий пішак · a2 білий пішак · d2 білий ферзь · g2 білий пішак · a1 біла тура · f1 білий король · h1 біла тура | e8 чорна тура · a7 чорний пішак · f7 чорний пішак · g7 чорний король · b6 чорний ферзь · e6 чорна тура · f6 чорний кінь · g6 чорний пішак · h5 чорний пішак · c4 білий слон · h4 білий пішак · c3 білий пішак · f3 білий пішак · a2 білий пішак · d2 білий ферзь · g2 білий пішак · a1 біла тура · f1 білий король · h1 біла тура | e8 чорна тура · a7 чорний пішак · f7 чорний пішак · g7 чорний король · b6 чорний ферзь · e6 чорна тура · f6 чорний кінь · g6 чорний пішак · h5 чорний пішак · c4 білий слон · h4 білий пішак · c3 білий пішак · f3 білий пішак · a2 білий пішак · d2 білий ферзь · g2 білий пішак · a1 біла тура · f1 білий король · h1 біла тура | e8 чорна тура · a7 чорний пішак · f7 чорний пішак · g7 чорний король · b6 чорний ферзь · e6 чорна тура · f6 чорний кінь · g6 чорний пішак · h5 чорний пішак · c4 білий слон · h4 білий пішак · c3 білий пішак · f3 білий пішак · a2 білий пішак · d2 білий ферзь · g2 білий пішак · a1 біла тура · f1 білий король · h1 біла тура | e8 чорна тура · a7 чорний пішак · f7 чорний пішак · g7 чорний король · b6 чорний ферзь · e6 чорна тура · f6 чорний кінь · g6 чорний пішак · h5 чорний пішак · c4 білий слон · h4 білий пішак · c3 білий пішак · f3 білий пішак · a2 білий пішак · d2 білий ферзь · g2 білий пішак · a1 біла тура · f1 білий король · h1 біла тура | e8 чорна тура · a7 чорний пішак · f7 чорний пішак · g7 чорний король · b6 чорний ферзь · e6 чорна тура · f6 чорний кінь · g6 чорний пішак · h5 чорний пішак · c4 білий слон · h4 білий пішак · c3 білий пішак · f3 білий пішак · a2 білий пішак · d2 білий ферзь · g2 білий пішак · a1 біла тура · f1 білий король · h1 біла тура | 4 |
| 3 | e8 чорна тура · a7 чорний пішак · f7 чорний пішак · g7 чорний король · b6 чорний ферзь · e6 чорна тура · f6 чорний кінь · g6 чорний пішак · h5 чорний пішак · c4 білий слон · h4 білий пішак · c3 білий пішак · f3 білий пішак · a2 білий пішак · d2 білий ферзь · g2 білий пішак · a1 біла тура · f1 білий король · h1 біла тура | e8 чорна тура · a7 чорний пішак · f7 чорний пішак · g7 чорний король · b6 чорний ферзь · e6 чорна тура · f6 чорний кінь · g6 чорний пішак · h5 чорний пішак · c4 білий слон · h4 білий пішак · c3 білий пішак · f3 білий пішак · a2 білий пішак · d2 білий ферзь · g2 білий пішак · a1 біла тура · f1 білий король · h1 біла тура | e8 чорна тура · a7 чорний пішак · f7 чорний пішак · g7 чорний король · b6 чорний ферзь · e6 чорна тура · f6 чорний кінь · g6 чорний пішак · h5 чорний пішак · c4 білий слон · h4 білий пішак · c3 білий пішак · f3 білий пішак · a2 білий пішак · d2 білий ферзь · g2 білий пішак · a1 біла тура · f1 білий король · h1 біла тура | e8 чорна тура · a7 чорний пішак · f7 чорний пішак · g7 чорний король · b6 чорний ферзь · e6 чорна тура · f6 чорний кінь · g6 чорний пішак · h5 чорний пішак · c4 білий слон · h4 білий пішак · c3 білий пішак · f3 білий пішак · a2 білий пішак · d2 білий ферзь · g2 білий пішак · a1 біла тура · f1 білий король · h1 біла тура | e8 чорна тура · a7 чорний пішак · f7 чорний пішак · g7 чорний король · b6 чорний ферзь · e6 чорна тура · f6 чорний кінь · g6 чорний пішак · h5 чорний пішак · c4 білий слон · h4 білий пішак · c3 білий пішак · f3 білий пішак · a2 білий пішак · d2 білий ферзь · g2 білий пішак · a1 біла тура · f1 білий король · h1 біла тура | e8 чорна тура · a7 чорний пішак · f7 чорний пішак · g7 чорний король · b6 чорний ферзь · e6 чорна тура · f6 чорний кінь · g6 чорний пішак · h5 чорний пішак · c4 білий слон · h4 білий пішак · c3 білий пішак · f3 білий пішак · a2 білий пішак · d2 білий ферзь · g2 білий пішак · a1 біла тура · f1 білий король · h1 біла тура | e8 чорна тура · a7 чорний пішак · f7 чорний пішак · g7 чорний король · b6 чорний ферзь · e6 чорна тура · f6 чорний кінь · g6 чорний пішак · h5 чорний пішак · c4 білий слон · h4 білий пішак · c3 білий пішак · f3 білий пішак · a2 білий пішак · d2 білий ферзь · g2 білий пішак · a1 біла тура · f1 білий король · h1 біла тура | e8 чорна тура · a7 чорний пішак · f7 чорний пішак · g7 чорний король · b6 чорний ферзь · e6 чорна тура · f6 чорний кінь · g6 чорний пішак · h5 чорний пішак · c4 білий слон · h4 білий пішак · c3 білий пішак · f3 білий пішак · a2 білий пішак · d2 білий ферзь · g2 білий пішак · a1 біла тура · f1 білий король · h1 біла тура | 3 |
| 2 | e8 чорна тура · a7 чорний пішак · f7 чорний пішак · g7 чорний король · b6 чорний ферзь · e6 чорна тура · f6 чорний кінь · g6 чорний пішак · h5 чорний пішак · c4 білий слон · h4 білий пішак · c3 білий пішак · f3 білий пішак · a2 білий пішак · d2 білий ферзь · g2 білий пішак · a1 біла тура · f1 білий король · h1 біла тура | e8 чорна тура · a7 чорний пішак · f7 чорний пішак · g7 чорний король · b6 чорний ферзь · e6 чорна тура · f6 чорний кінь · g6 чорний пішак · h5 чорний пішак · c4 білий слон · h4 білий пішак · c3 білий пішак · f3 білий пішак · a2 білий пішак · d2 білий ферзь · g2 білий пішак · a1 біла тура · f1 білий король · h1 біла тура | e8 чорна тура · a7 чорний пішак · f7 чорний пішак · g7 чорний король · b6 чорний ферзь · e6 чорна тура · f6 чорний кінь · g6 чорний пішак · h5 чорний пішак · c4 білий слон · h4 білий пішак · c3 білий пішак · f3 білий пішак · a2 білий пішак · d2 білий ферзь · g2 білий пішак · a1 біла тура · f1 білий король · h1 біла тура | e8 чорна тура · a7 чорний пішак · f7 чорний пішак · g7 чорний король · b6 чорний ферзь · e6 чорна тура · f6 чорний кінь · g6 чорний пішак · h5 чорний пішак · c4 білий слон · h4 білий пішак · c3 білий пішак · f3 білий пішак · a2 білий пішак · d2 білий ферзь · g2 білий пішак · a1 біла тура · f1 білий король · h1 біла тура | e8 чорна тура · a7 чорний пішак · f7 чорний пішак · g7 чорний король · b6 чорний ферзь · e6 чорна тура · f6 чорний кінь · g6 чорний пішак · h5 чорний пішак · c4 білий слон · h4 білий пішак · c3 білий пішак · f3 білий пішак · a2 білий пішак · d2 білий ферзь · g2 білий пішак · a1 біла тура · f1 білий король · h1 біла тура | e8 чорна тура · a7 чорний пішак · f7 чорний пішак · g7 чорний король · b6 чорний ферзь · e6 чорна тура · f6 чорний кінь · g6 чорний пішак · h5 чорний пішак · c4 білий слон · h4 білий пішак · c3 білий пішак · f3 білий пішак · a2 білий пішак · d2 білий ферзь · g2 білий пішак · a1 біла тура · f1 білий король · h1 біла тура | e8 чорна тура · a7 чорний пішак · f7 чорний пішак · g7 чорний король · b6 чорний ферзь · e6 чорна тура · f6 чорний кінь · g6 чорний пішак · h5 чорний пішак · c4 білий слон · h4 білий пішак · c3 білий пішак · f3 білий пішак · a2 білий пішак · d2 білий ферзь · g2 білий пішак · a1 біла тура · f1 білий король · h1 біла тура | e8 чорна тура · a7 чорний пішак · f7 чорний пішак · g7 чорний король · b6 чорний ферзь · e6 чорна тура · f6 чорний кінь · g6 чорний пішак · h5 чорний пішак · c4 білий слон · h4 білий пішак · c3 білий пішак · f3 білий пішак · a2 білий пішак · d2 білий ферзь · g2 білий пішак · a1 біла тура · f1 білий король · h1 біла тура | 2 |
| 1 | e8 чорна тура · a7 чорний пішак · f7 чорний пішак · g7 чорний король · b6 чорний ферзь · e6 чорна тура · f6 чорний кінь · g6 чорний пішак · h5 чорний пішак · c4 білий слон · h4 білий пішак · c3 білий пішак · f3 білий пішак · a2 білий пішак · d2 білий ферзь · g2 білий пішак · a1 біла тура · f1 білий король · h1 біла тура | e8 чорна тура · a7 чорний пішак · f7 чорний пішак · g7 чорний король · b6 чорний ферзь · e6 чорна тура · f6 чорний кінь · g6 чорний пішак · h5 чорний пішак · c4 білий слон · h4 білий пішак · c3 білий пішак · f3 білий пішак · a2 білий пішак · d2 білий ферзь · g2 білий пішак · a1 біла тура · f1 білий король · h1 біла тура | e8 чорна тура · a7 чорний пішак · f7 чорний пішак · g7 чорний король · b6 чорний ферзь · e6 чорна тура · f6 чорний кінь · g6 чорний пішак · h5 чорний пішак · c4 білий слон · h4 білий пішак · c3 білий пішак · f3 білий пішак · a2 білий пішак · d2 білий ферзь · g2 білий пішак · a1 біла тура · f1 білий король · h1 біла тура | e8 чорна тура · a7 чорний пішак · f7 чорний пішак · g7 чорний король · b6 чорний ферзь · e6 чорна тура · f6 чорний кінь · g6 чорний пішак · h5 чорний пішак · c4 білий слон · h4 білий пішак · c3 білий пішак · f3 білий пішак · a2 білий пішак · d2 білий ферзь · g2 білий пішак · a1 біла тура · f1 білий король · h1 біла тура | e8 чорна тура · a7 чорний пішак · f7 чорний пішак · g7 чорний король · b6 чорний ферзь · e6 чорна тура · f6 чорний кінь · g6 чорний пішак · h5 чорний пішак · c4 білий слон · h4 білий пішак · c3 білий пішак · f3 білий пішак · a2 білий пішак · d2 білий ферзь · g2 білий пішак · a1 біла тура · f1 білий король · h1 біла тура | e8 чорна тура · a7 чорний пішак · f7 чорний пішак · g7 чорний король · b6 чорний ферзь · e6 чорна тура · f6 чорний кінь · g6 чорний пішак · h5 чорний пішак · c4 білий слон · h4 білий пішак · c3 білий пішак · f3 білий пішак · a2 білий пішак · d2 білий ферзь · g2 білий пішак · a1 біла тура · f1 білий король · h1 біла тура | e8 чорна тура · a7 чорний пішак · f7 чорний пішак · g7 чорний король · b6 чорний ферзь · e6 чорна тура · f6 чорний кінь · g6 чорний пішак · h5 чорний пішак · c4 білий слон · h4 білий пішак · c3 білий пішак · f3 білий пішак · a2 білий пішак · d2 білий ферзь · g2 білий пішак · a1 біла тура · f1 білий король · h1 біла тура | e8 чорна тура · a7 чорний пішак · f7 чорний пішак · g7 чорний король · b6 чорний ферзь · e6 чорна тура · f6 чорний кінь · g6 чорний пішак · h5 чорний пішак · c4 білий слон · h4 білий пішак · c3 білий пішак · f3 білий пішак · a2 білий пішак · d2 білий ферзь · g2 білий пішак · a1 біла тура · f1 білий король · h1 біла тура | 1 |
|   | a | b | c | d | e | f | g | h |   |

## Результати
|                          | 1 | 2 | 3 | 4 | 5 | 6 | 7 | 8 | 9 | 10 | 11 | 12 | 13 | 14 | 15 | 16 | 17 | 18 | Очки |
| ------------------------ | - | - | - | - | - | - | - | - | - | -- | -- | -- | -- | -- | -- | -- | -- | -- | ---- |
| Вішванатан Ананд (Індія) | ½ | ½ | ½ | ½ | ½ | ½ | ½ | ½ | 1 | 0  | 0  | ½  | 0  | 0  | ½  | ½  | ½  | ½  | 7½   |
| Гаррі Каспаров (Росія)   | ½ | ½ | ½ | ½ | ½ | ½ | ½ | ½ | 0 | 1  | 1  | ½  | 1  | 1  | ½  | ½  | ½  | ½  | 10½  |